# Østrigs Grand Prix 2024
Østrigs Grand Prix 2024 (officielt navn: Formula 1 Qatar Airways Austrian Grand Prix 2024) var et Formel 1-løb, som blev kørt den 30. juni 2024 på Red Bull Ring i Spielberg, Østrig. Det var det 11. løb i Formel 1-sæsonen 2024, og det tredje løb i sæsonen til at blive kørt med sprint race-formatet.
Ræset blev vundet af George Russell som overtog føringen sent i ræset, efter at de to førende kørere Max Verstappen og Lando Norris stødte sammen. Russell vandt hermed det andet ræs i sin karriere, og Mercedes holdet vandt deres første ræs siden São Paulos Grand Prix 2022.

## Sprintkvalifikation
| Pos.               | Nr. | Kører            | Konstruktør                  | Del 1    | Del 2     | Del 3     | Grid |
| ------------------ | --- | ---------------- | ---------------------------- | -------- | --------- | --------- | ---- |
| 1                  | 1   | Max Verstappen   | Red Bull Racing-Honda RBPT   | 1.05,690 | 1.05,186  | 1.04,686  | 1    |
| 2                  | 4   | Lando Norris     | McLaren-Mercedes             | 1.05,786 | 1.05,561  | 1.04,779  | 2    |
| 3                  | 81  | Oscar Piastri    | McLaren-Mercedes             | 1.06,081 | 1.05,379  | 1.04,987  | 3    |
| 4                  | 63  | George Russell   | Mercedes                     | 1.05,764 | 1.05,325  | 1.05,054  | 4    |
| 5                  | 55  | Carlos Sainz Jr. | Ferrari                      | 1.05,781 | 1.05,435  | 1.05,126  | 5    |
| 6                  | 44  | Lewis Hamilton   | Mercedes                     | 1.06,504 | 1.05,539  | 1.05,270  | 6    |
| 7                  | 11  | Sergio Pérez     | Red Bull Racing-Honda RBPT   | 1.06,256 | 1.05,612  | 1.06,008  | 7    |
| 8                  | 31  | Esteban Ocon     | Alpine-Renault               | 1.06,343 | 1.05,686  | 1.06,101  | 8    |
| 9                  | 10  | Pierre Gasly     | Alpine-Renault               | 1.06,465 | 1.05,757  | 1.06,624  | 9    |
| 10                 | 16  | Charles Leclerc  | Ferrari                      | 1.06,149 | 1.05,526  | Ingen tid | 10   |
| 11                 | 20  | Kevin Magnussen  | Haas-Ferrari                 | 1.06,387 | 1.05,806  | N/A       | 11   |
| 12                 | 18  | Lance Stroll     | Aston Martin Aramco-Mercedes | 1.06,037 | 1.05,847  | N/A       | 12   |
| 13                 | 14  | Fernando Alonso  | Aston Martin Aramco-Mercedes | 1.06,487 | 1.05,878  | N/A       | 13   |
| 14                 | 22  | Yuki Tsunoda     | RB-Honda RBPT                | 1.06,557 | 1.05,960  | N/A       | 14   |
| 15                 | 2   | Logan Sargeant   | Williams-Mercedes            | 1.06,518 | Ingen tid | N/A       | 15   |
| 16                 | 3   | Daniel Ricciardo | RB-Honda RBPT                | 1.06,581 | N/A       | N/A       | 16   |
| 17                 | 27  | Nico Hülkenberg  | Haas-Ferrari                 | 1.06,583 | N/A       | N/A       | 17   |
| 18                 | 77  | Valtteri Bottas  | Kick Sauber-Ferrari          | 1.06,725 | N/A       | N/A       | 18   |
| 19                 | 23  | Alexander Albon  | Williams-Mercedes            | 1.06,754 | N/A       | N/A       | PL1  |
| 20                 | 24  | Zhou Guanyu      | Kick Sauber-Ferrari          | 1.07,197 | N/A       | N/A       | 19   |
| 107%-tid: 1.10,288 |     |                  |                              |          |           |           |      |
| Kilde:             |     |                  |                              |          |           |           |      |

Noter:
↑1 - Alexander Albon måtte starte fra pit lane efter at have lavet ændringer på sin bil under parc fermé.

## Sprint
| Pos.                                                           | Nr. | Kører            | Konstruktør                  | Omgange | Tid/Udgået | Startpos. | Point |
| -------------------------------------------------------------- | --- | ---------------- | ---------------------------- | ------- | ---------- | --------- | ----- |
| 1                                                              | 1   | Max Verstappen   | Red Bull Racing-Honda RBPT   | 23      | 26.41,389  | 1         | 8     |
| 2                                                              | 81  | Oscar Piastri    | McLaren-Mercedes             | 23      | +4,616     | 3         | 7     |
| 3                                                              | 4   | Lando Norris     | McLaren-Mercedes             | 23      | +5,348     | 2         | 6     |
| 4                                                              | 63  | George Russell   | Mercedes                     | 23      | +8,354     | 4         | 5     |
| 5                                                              | 55  | Carlos Sainz Jr. | Ferrari                      | 23      | +9,989     | 5         | 4     |
| 6                                                              | 44  | Lewis Hamilton   | Mercedes                     | 23      | +11,207    | 6         | 3     |
| 7                                                              | 16  | Charles Leclerc  | Ferrari                      | 23      | +13,424    | 10        | 2     |
| 8                                                              | 11  | Sergio Pérez     | Red Bull Racing-Honda RBPT   | 23      | +17,409    | 7         | 1     |
| 9                                                              | 20  | Kevin Magnussen  | Haas-Ferrari                 | 23      | +24,067    | 11        |       |
| 10                                                             | 18  | Lance Stroll     | Aston Martin Aramco-Mercedes | 23      | +30,175    | 12        |       |
| 11                                                             | 31  | Esteban Ocon     | Alpine-Renault               | 23      | +30,839    | 8         |       |
| 12                                                             | 10  | Pierre Gasly     | Alpine-Renault               | 23      | +31,308    | 9         |       |
| 13                                                             | 22  | Yuki Tsunoda     | RB-Honda RBPT                | 23      | +35,452    | 14        |       |
| 14                                                             | 3   | Daniel Ricciardo | RB-Honda RBPT                | 23      | +39,397    | 16        |       |
| 15                                                             | 14  | Fernando Alonso  | Aston Martin Aramco-Mercedes | 23      | +43,155    | 13        |       |
| 16                                                             | 2   | Logan Sargeant   | Williams-Mercedes            | 23      | +44,076    | 15        |       |
| 17                                                             | 23  | Alexander Albon  | Williams-Mercedes            | 23      | +44,673    | PL        |       |
| 18                                                             | 77  | Valtteri Bottas  | Kick Sauber-Ferrari          | 23      | +46,511    | 18        |       |
| 19                                                             | 27  | Nico Hülkenberg  | Haas-Ferrari                 | 23      | +48,4231   | 17        |       |
| 20                                                             | 24  | Zhou Guanyu      | Kick Sauber-Ferrari          | 23      | +53,143    | 19        |       |
| Hurtigste omgang: Lando Norris (McLaren) - 1.08,935 (omgang 2) |     |                  |                              |         |            |           |       |
| Kilde:                                                         |     |                  |                              |         |            |           |       |

Noter:
↑1 - Nico Hülkenberg blev givet en 10-sekunders straf for at tvinge Fernando Alonso af kørebanen. Hans slutposition gik som resultat fra 14. til 19. pladsen.

## Kvalifikation
| Pos.               | Nr. | Kører            | Konstruktør                  | Del 1    | Del 2    | Del 3    | Grid |
| ------------------ | --- | ---------------- | ---------------------------- | -------- | -------- | -------- | ---- |
| 1                  | 1   | Max Verstappen   | Red Bull Racing-Honda RBPT   | 1.05,336 | 1.04,469 | 1.04,314 | 1    |
| 2                  | 4   | Lando Norris     | McLaren-Mercedes             | 1.05,450 | 1.05,103 | 1.04,718 | 2    |
| 3                  | 63  | George Russell   | Mercedes                     | 1.05,585 | 1.05,016 | 1.04,840 | 3    |
| 4                  | 55  | Carlos Sainz Jr. | Ferrari                      | 1.05,263 | 1.05,016 | 1.04,851 | 4    |
| 5                  | 44  | Lewis Hamilton   | Mercedes                     | 1.05,541 | 1.05,053 | 1.04,903 | 5    |
| 6                  | 16  | Charles Leclerc  | Ferrari                      | 1.05,509 | 1.05,104 | 1.05,044 | 6    |
| 7                  | 81  | Oscar Piastri    | McLaren-Mercedes             | 1.05,311 | 1.05,070 | 1.05,048 | 7    |
| 8                  | 11  | Sergio Pérez     | Red Bull Racing-Honda RBPT   | 1.05,587 | 1.05,144 | 1.05,202 | 8    |
| 9                  | 27  | Nico Hülkenberg  | Haas-Ferrari                 | 1.05,596 | 1.05,262 | 1.05,385 | 9    |
| 10                 | 31  | Esteban Ocon     | Alpine-Renault               | 1.05,574 | 1.05,274 | 1.05,883 | 10   |
| 11                 | 3   | Daniel Ricciardo | RB-Honda RBPT                | 1.05,569 | 1.05,289 | N/A      | 11   |
| 12                 | 20  | Kevin Magnussen  | Haas-Ferrari                 | 1.05,508 | 1.05,347 | N/A      | 12   |
| 13                 | 10  | Pierre Gasly     | Alpine-Renault               | 1.05,598 | 1.05,359 | N/A      | 13   |
| 14                 | 22  | Yuki Tsunoda     | RB-Honda RBPT                | 1.05,563 | 1.05,412 | N/A      | 14   |
| 15                 | 14  | Fernando Alonso  | Aston Martin Aramco-Mercedes | 1.05,656 | 1.05,639 | N/A      | 15   |
| 16                 | 23  | Alexander Albon  | Williams-Mercedes            | 1.05,736 | N/A      | N/A      | 16   |
| 17                 | 18  | Lance Stroll     | Aston Martin Aramco-Mercedes | 1.05,819 | N/A      | N/A      | 17   |
| 18                 | 77  | Valtteri Bottas  | Kick Sauber-Ferrari          | 1.05,847 | N/A      | N/A      | 18   |
| 19                 | 2   | Logan Sargeant   | Williams-Mercedes            | 1.05,847 | N/A      | N/A      | 19   |
| 20                 | 24  | Zhou Guanyu      | Kick Sauber-Ferrari          | 1.05,856 | N/A      | N/A      | PL1  |
| 107%-tid: 1.09,831 |     |                  |                              |          |          |          |      |
| Kilde:             |     |                  |                              |          |          |          |      |

Noter:
↑1 - Zhou Guanyu måtte starte fra pit lane efter at have lavet ændringer på hans bil under parc fermé.

## Resultat
| Pos.                                                                     | Nr. | Kører            | Konstruktør                  | Omgange | Tid/Udgået  | Startpos. | Point |
| ------------------------------------------------------------------------ | --- | ---------------- | ---------------------------- | ------- | ----------- | --------- | ----- |
| 1                                                                        | 63  | George Russell   | Mercedes                     | 71      | 1:24.22,798 | 3         | 25    |
| 2                                                                        | 81  | Oscar Piastri    | McLaren-Mercedes             | 71      | +1,906      | 7         | 18    |
| 3                                                                        | 55  | Carlos Sainz Jr. | Ferrari                      | 71      | +4,533      | 4         | 15    |
| 4                                                                        | 44  | Lewis Hamilton   | Mercedes                     | 71      | +23,142     | 5         | 12    |
| 5                                                                        | 1   | Max Verstappen   | Red Bull Racing-Honda RBPT   | 71      | +37,2532    | 1         | 10    |
| 6                                                                        | 27  | Nico Hülkenberg  | Haas-Ferrari                 | 71      | +54,088     | 9         | 8     |
| 7                                                                        | 11  | Sergio Pérez     | Red Bull Racing-Honda RBPT   | 71      | +54,672     | 8         | 6     |
| 8                                                                        | 20  | Kevin Magnussen  | Haas-Ferrari                 | 71      | +1.00,355   | 12        | 4     |
| 9                                                                        | 3   | Daniel Ricciardo | RB-Honda RBPT                | 71      | +1.01,169   | 11        | 2     |
| 10                                                                       | 10  | Pierre Gasly     | Alpine-Renault               | 71      | +1.01,766   | 13        | 1     |
| 11                                                                       | 16  | Charles Leclerc  | Ferrari                      | 71      | +1.07,056   | 6         |       |
| 12                                                                       | 31  | Esteban Ocon     | Alpine-Renault               | 71      | +1.08,325   | 10        |       |
| 13                                                                       | 18  | Lance Stroll     | Aston Martin Aramco-Mercedes | 70      | +1 omgang   | 17        |       |
| 14                                                                       | 22  | Yuki Tsunoda     | RB-Honda RBPT                | 70      | +1 omgang   | 14        |       |
| 15                                                                       | 77  | Valtteri Bottas  | Kick Sauber-Ferrari          | 70      | +1 omgang   | 16        |       |
| 16                                                                       | 23  | Alexander Albon  | Williams-Mercedes            | 70      | +1 omgang3  | 18        |       |
| 17                                                                       | 24  | Zhou Guanyu      | Kick Sauber-Ferrari          | 70      | +1 omgang   | PL        |       |
| 18                                                                       | 14  | Fernando Alonso  | Aston Martin Aramco-Mercedes | 70      | +1 omgang   | 15        |       |
| 19                                                                       | 2   | Logan Sargeant   | Williams-Mercedes            | 69      | +2 omgange  | 19        |       |
| 204                                                                      | 4   | Lando Norris     | McLaren-Mercedes             | 64      | Sammenstød  | 2         |       |
| Hurtigste omgang: Fernando Alonso (Aston Martin) - 1.07,694 (omgang 70)1 |     |                  |                              |         |             |           |       |
| Kilde:                                                                   |     |                  |                              |         |             |           |       |

Noter:
↑1 - Fernando Alonso satte den hurtigste omgang, men blev ikke givet et ekstra point for det, da point for hurtigste omgang kun gives hvis køreren slutter i top 10 i ræset.
↑2 - Max Verstappen blev givet en 10-sekunders straf for at være skyld i et sammenstød med Lando Norris. Hans slutposition forblev uændret af straffen.
↑3 - Alexander Albon blev givet en 5-sekunders straf for at krydse linjen ved pit lane indgangen. Hans slutposition gik som resultat fra 15. til 14. pladsen.
↑4 - Lando Norris udgik af ræset, men blev klassificeret som færdiggjort, i det at han havde kørt mere end 90% af ræsdistancen.

## Stilling i mesterskaberne efter løbet
| Pos. | Kører            | Point |
| ---- | ---------------- | ----- |
| 1    | Max Verstappen   | 237   |
| 2    | Lando Norris     | 156   |
| 3    | Charles Leclerc  | 150   |
| 4    | Carlos Sainz Jr. | 135   |
| 5    | Sergio Pérez     | 118   |

| Pos. | Konstruktør           | Point |
| ---- | --------------------- | ----- |
| 1    | Red Bull-Honda RBPT   | 355   |
| 2    | Ferrari               | 291   |
| 3    | McLaren-Mercedes      | 268   |
| 4    | Mercedes              | 196   |
| 5    | Aston Martin-Mercedes | 58    |